# مارغريت نوزيك
مارجريت آن نوزيك (20 يناير 1952 في شينيكتادي، نيويورك - 21 نوفمبر 2020 في هيوستن-تكساس) لُقبت بآنف الوتد، عَملت كأستاذة طب إعادة التأهيل وناشطة وباحثة.

## النشأة والتعليم
هي ابنة ستانلي مايكل نوسيك وريجينا آن نوسيك. عَمل والدها كمهندس ميكانيكي. شُخصت حالتها في عُمر الثانية على أنها شكل تدريجي من الضمور العضلي النخاعي واستخدمت كرسيًا متحركًا. نشأت في ولاية أوهايو، وتخرجت من كلية بالدوين والاس في بيريا  في أوهايو عام 1974، بدرجة البكالوريوس في الفنون الجميلة.  تمكنت من الحصول على درجة الماجستير في تاريخ الموسيقى من جامعة كيس ويسترن ريزيرف سنة 1976.  رحلت إلى تكساس لمتابعة الدكتوراه في نظرية الموسيقى في جامعة تكساس في أوستن؛ وبدلاً من ذلك أكملت درجة الماجستير الثانية في مجال استشارات إعادة التأهيل عام1982، أيضاََ الدكتوراه في أبحاث إعادة التأهيل عام 1984. في عام 1993، تم إختيارها كواحدة من أفضل الشباب المتميزين في تكساس من قِبل رابطة خريجي الجامعة.

## حياتها
كانت نوزيك، مؤلفة موسيقية بارعة وعازفة المزمار وعازفة التسجيل، قامت بتدريس دورات الموسيقى في كلية بالدوين والاس أثناء دراستها للدراسات العليا في كليفلاند وأوستن في السبعينيات. عملت مع نشطاء حقوق ذوي الإعاقة بما في ذلك جوديث هيومان، وليكس فريدن، وإد روبرتس، وجوستين دارت في الثمانينيات، في التنظيم ووضع الإستراتيجيات التي أدت إلى قانون الأمريكيين ذوي الإعاقة في عام 1990. شاركت في تأليف ورقة عمل مؤثرة مع يوشيكو دارت ويايوي ناريتا وجوستين دارت بعنوان «مؤسسة فلسفية لحركات حقوق المعيشة والإعاقة المستقلة» (1982).  في عام 1983، أدلت بشهادتها أمام جلسة استماع في الكونجرس حول الوصول إلى التصويت للمواطنين المعاقين، وشاركت في احتجاج النقل العام في إل باسو.
كانت نوزيك أستاذاً للطب الطبيعي وإعادة التأهيل في كلية بايلور للطب.  وكانت مديرة برنامج استخدام أبحاث الحياة المستقلة في بايلور، ومديرة مركز بايلور لأبحاث النساء ذوات الإعاقة، الذي أسسته في عام 1993. كانت أيضًا أستاذة مساعدة في كلية التمريض في جامعة تكساس للمرأة في دنتون. انضممت في عام 2014 إلى فريق عمل TIRR Memorial Hermann لتطوير برنامج متخصص للنساء في العيادات الخارجية بالمستشفى. كرئيسة للرعاية الصحية في تكساس، أظهرت اهتمامًا في السنوات الأخيرة بإمكانيات Second Life لتنظيم والتواصل مع الأشخاص ذوي الإعاقات الجسدية.
حصلت نوزيك على منح من المعاهد الوطنية للصحة، ومراكز السيطرة على الأمراض والوقاية منها، والمعهد الوطني لأبحاث الإعاقة وإعادة التأهيل. كما نالت جائزة إنجاز الإعاقة من الجمعية الأمريكية للصحة العامة في عام 2007، وجائزة غاريت لعام 2017 من الجمعية الأمريكية لاستشارات إعادة التأهيل.
وفي عام 2018، كانت مارغريت مصدر إلهام وشخصية محورية في "Breath"، وهو عمل فني خاص بالموقع يجمع بين الموسيقى والرقص والفنون البصرية، أُقيم في Rothko Chapel في هيوستن.

## جياتها الشخصية
وصفت نوزيك حياتها المنزلية في مقال عام 2009 بعنوان «تسوية سعيدة»، شَرحت كيف عاشت مع الكثير من القابلات بأجر طويل الأمد وأطفالهم الذين كانت قريبة منهم.  وكتبت: «يتطلب الأمر 60٪ راتبي لأعيش بهذه الطريقة، لكنني أسعد بالدفع لأنه ثمن حريتي». توفيت عام 2020، عن عمر يناهز 68 عامًا، في هيوستن.